# Mechanikus feltöltő

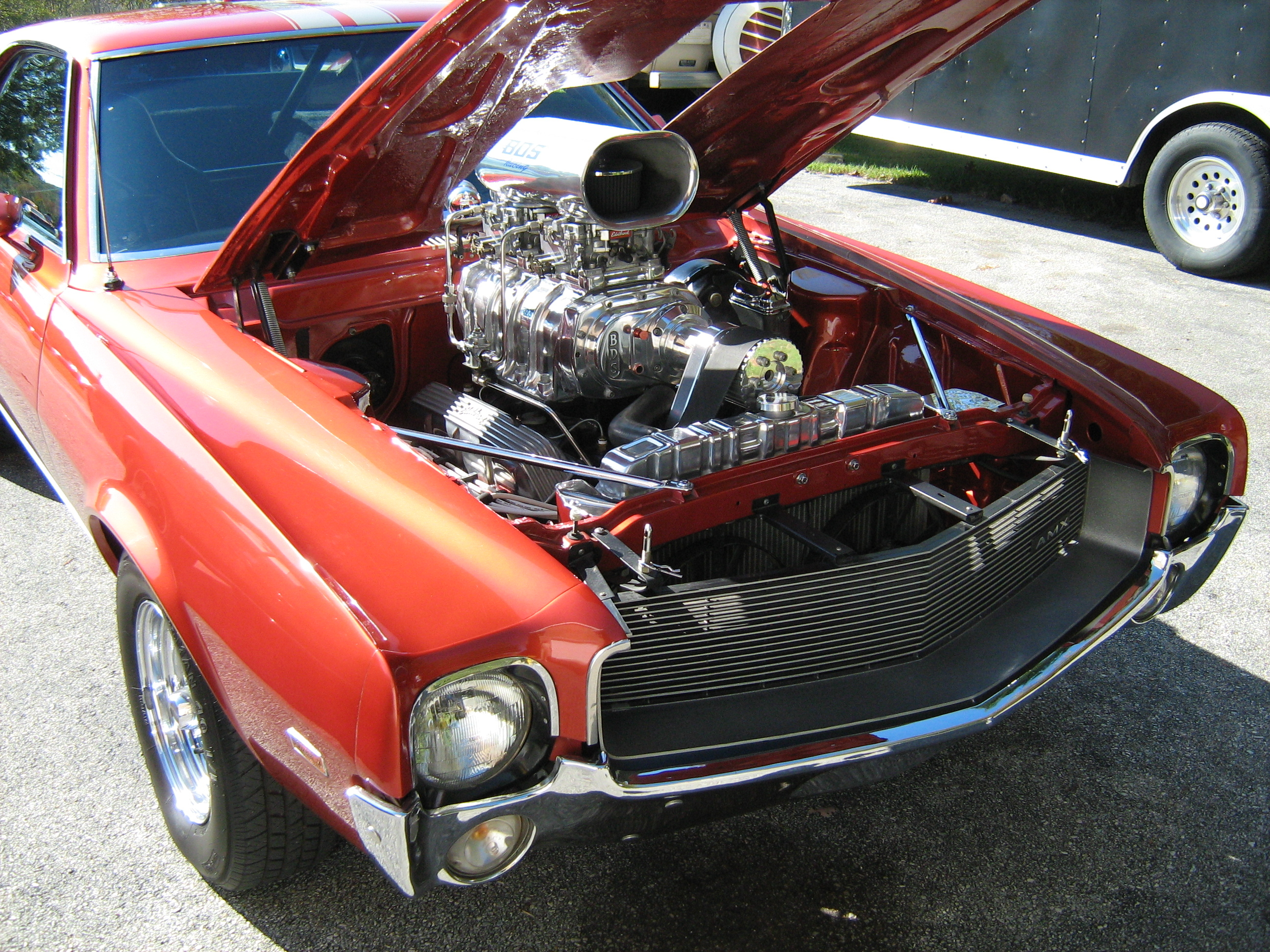
Roots-fúvó egy AMC V8-as motoron

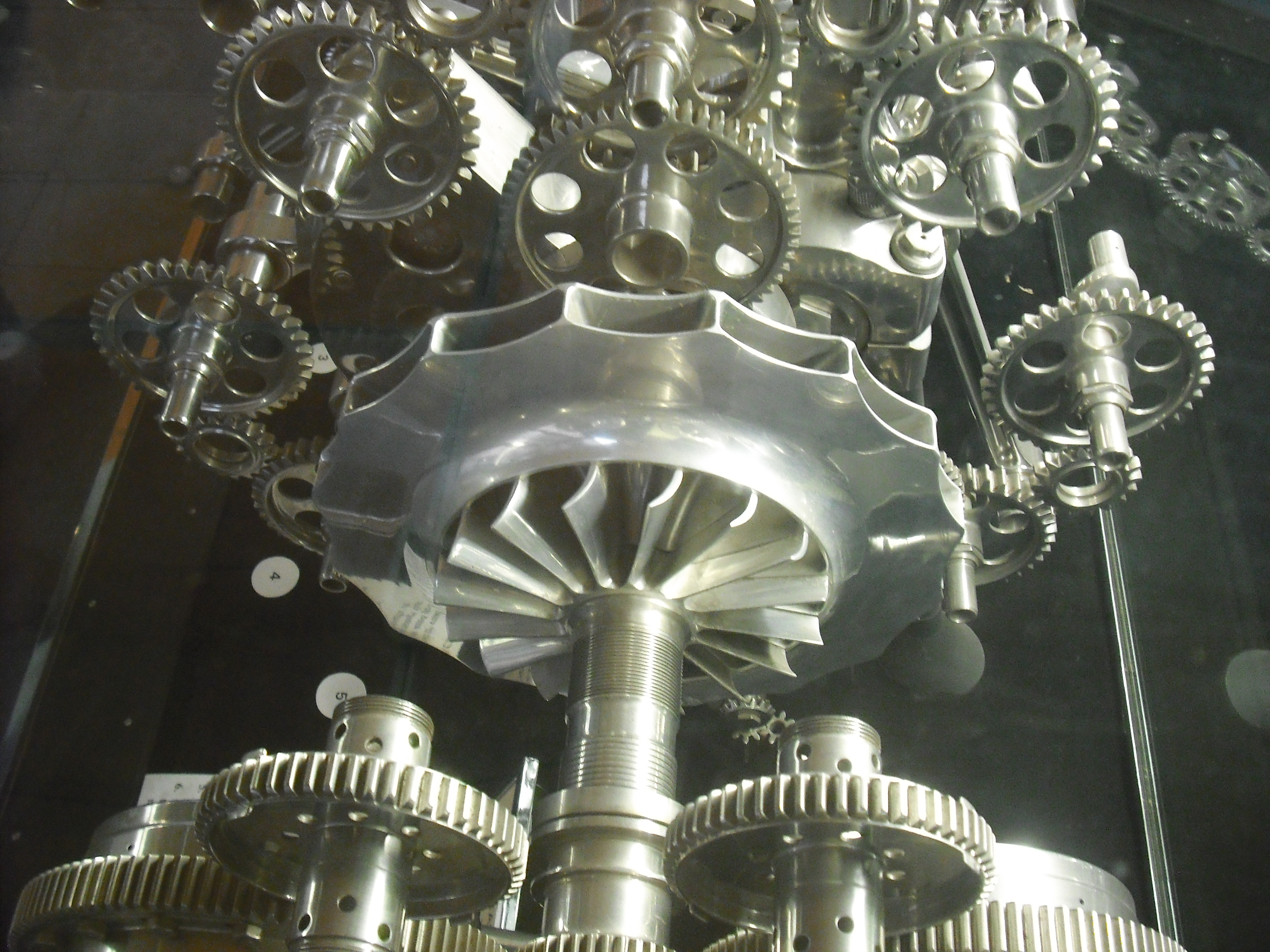
A Bristol Cenataurus csillagmotor centrifugálkompresszora a főtengelyével egybeépítve

A mechanikus feltöltő vagy kompresszor a belső égésű motor sűrített levegős feltöltésének egyik módja. Ebben az esetben a feltöltéshez közvetlenül a motor főtengelyéről (többnyire áttételen keresztül, mely általában szabályozható vagy lekapcsolható) nyerik a működéshez szükséges energiát (itt a közös munkatengely másik végén a motor található). A feltöltő beszívja, majd sűrítve továbbítja a levegőt a motor hengereibe. A mechanikus feltöltő nyomásviszonya (a feltöltés utáni és előtti nyomás hányadosa) kisebb, mint a turbófeltöltő esetében.
A kompresszor előnye, hogy direkt kapcsolatban áll a motorral, ezért a gázadásra azonnal reagál. Repülőgép-motoroknál előnyös, hogy fordulatszáma csak töredéke a turbó 100–150 ezer/perces értékének, így kisebb a katasztrofális meghibásodás esélye.
A mechanikus feltöltéses motorok alkalmazása a downsizing (kibocsátás, súly, súrlódás, fogyasztás csökkentése) mellett azt az előnyt nyújtja, hogy lehetőség nyílhat pneumatikus hibrid motorok készítésére (városi forgalomnak, ill. start-stop funkciónak megfelelően), mivel erre a célra lényegesen olcsóbbak lehetnek a teljesen elektromos (plug-in) hibrideknél.
A kompresszor hátránya, hogy a vele elért teljesítménynövelés aránytalanul megnövelheti az üzemanyag-fogyasztást, hiszen a motornak a feltöltővel való közvetlen kapcsolata miatt mechanikai veszteséget kell ledolgoznia (például a híres Bentley Blower túraautó esetében 40 liter/100 km-re, bár ez 1930-ban 4500 cm³-es motorral újnak számított); illetve a turbóval szembeni „csúnyább” hang. A modern autógyártásban a kompresszort ma általában elavult megoldásnak tartják, de pl. a Mercedes gyár kitart hagyománytiszteletből a megoldás mellett a sportosabb modelljeiknél (ez a Daimler-Benz 600-as sorozatú repülőgépmotorok hagyományának továbbélése), hasonlóan az Audi6 2012 is. A Mercedes mellett még a Jaguar és néhány más autómárka alkalmaz napjainkban kompresszort supercharged megjelöléssel, bár a közeljövőben ez a piac is bővülhet, például az Eaton és a Cosworth megállapodása nyomán.
Különböző kialakítású kompresszorok léteznek. Például a G-töltő vagy spiráltöltő – melyet a Volkswagen épített be az 1800 cm³-es motorjaihoz –, vagy a csavarkompresszor, de megemlíthető a Roots-fúvó is.

## Típusok

### Csavardugattyús feltöltő
A belső sűrítéssel működő mechanikus feltöltők sűrítik a közeget, mielőtt azt a nagynyomású térbe szállítanák. A sűrítési folyamatuk miatt az összhatásfokuk jobb, mint a belső sűrítés nélkül működő feltöltőknél. Két egymással szemben forgó dugattyú a levegőt addig komprimálja a csavarhornyokban, amíg el nem éri a kiömlő csonk vezérlőélét. A csavardugattyúk nem érintik sem egymást, sem a ház falát. Forgásukat esetenként 1:1 áttételtől eltérő fogaskerékpár szinkronizálja. Megfelelő áramlástechnikai kiképzés és gyártás esetén az elérhető fordulatszám nagyobb, mint a Roots-féle feltöltő esetén. Utóbbinál kb. 50 m/s kerületi sebesség a felső határ, csavardugattyús feltöltőnél 100 m/s is megvalósítható jó hatásfokkal. Viszont az elméleti szállítási térfogat kb. 30%-kal kevesebb, mint a Roots-féle feltöltők esetében.

### Csigaházas feltöltő
A csigaházas feltöltő kétrészes, öntött, nagy szilárdságú alumíniumházból áll. A ház belsejében G formájú spiráljáratot alakítottak ki úgy, hogy minden oldalában légnyomáskamrák keletkezzenek. A házban csak a magnéziumötvözetből készült kiszorító részegység végez mozgást. Magas fordulatszámnál is stabilan, kopás nélkül működik. Hatásfoka alaphelyzetben jobb, mint a turbófeltöltőé, ami 55% körül mozog, de a közvetlen hajtás következtében mindjárt el is vesz a motor teljesítményéből. A feltöltés dinamikájának javítása céljából már közepes fordulatszámon több levegőt szállít a szükségesnél.
A töltő mindkét részegysége a kiszorítóval két-két jellegzetes töltőkamrát alkot. A teljes rendszer így négy különálló kamrával rendelkezik. A kiszorító a motor főtengelyéről kapja a hajtást, bordásszíjon át. Ez a szíj a töltő főtengelyét hajtja. A főtengely és a vele párhuzamos kisebb átmérőjű tengely között fogasszíj-hajtás van. Mindkét tengelyen egy excentrikus csapot alakítottak ki, így a párhuzamos hajtás által a kiszorítónak ellipszis alakú mozgása lesz. A levegő a ház belépőnyílásából érkező csatornákon át a kiömlőnyílás felé áramlik. Közben összesűrűsödik, begyorsul és a töltő közepén axiális irányba halad, majd kilép. A töltő a közvetlen hajtás miatt állandó mozgásban van, ezért a légszállítása folyamatos. Fordulatszáma kb. 1,55-szöröse a motor fordulatszámának, és minden fordulat alatt kb. 860 cm³ levegőt szállít. Így pl. 6200-as motorfordulatnál, a töltő 9600 1/min fordulatszámmal forog. A maximális fordulatszám a 12 000 1/min-t nem haladhatja meg.

### Roots-féle feltöltő
A Roots-féle mechanikus feltöltő lényegében egy különleges fogazatú fogaskerék-szivattyú. Maga a fogazat csak az átáramló közeget szállítja. A két forgódugattyút külön fogaskerékpár kapcsolja össze. A szerkezet belsejében nincs sűrítés, a fogak csak átszivattyúzzák a közeget a nagynyomású térben, s a már előzőleg oda juttatott közeg végzi a sűrítést. Egy része az átáramoltatott közegnek visszaáramlik a feltöltőbe. A szerkezetbe periodikusan visszaáramló levegő lengésfolyamatokat hozhat létre, ami egyenlőtlen áramlást, illetve jelentős zajt okoz. Maga az áramlási veszteség ott jelentkezik, hogy a dugattyúnak nemcsak a szállított mennyiséget kell a nagyobb nyomás ellenében áramoltatnia, hanem azt a mennyiséget is, amely a szállított közeg egyidejű sűrítésekor visszaáramlott. Nagyobb fordulatszámnál a teljesítményszükséglet és a szállított közeg hőmérsékletének növekedése kedvezőtlenül nagy.

Mechanikus feltöltő Supercharger működési folyamata